# Holbæk Museum
Holbæk Museum er et kulturhistorisk lokalmuseum for Holbæk Kommune.
Det er museets formål gennem indsamling, registrering, forskning, bevaring og formidling at medvirke til at sikre den lokale, regionale og nationale kulturarv i og omkring Holbæk, og herunder belyse udvikling, variation og kontinuitet i den menneskelige udvikling, leve- og livsvilkår, m.m. inden for den del af kulturarven, der relaterer sig til museets virkeområde.
Holbæk Museum stiftes i 1910 under navnet Folkemuseet for Holbæk og omliggende Herreder og den 1. november 1911 åbnes den første udstilling i Klosterbygningen ved Sankt Nikolai Kirke. I 1919 flytter museet til nye lokaler i Søren Mays Gaard. Siden er flere bygninger inkluderet og museet omfatter i dag 13 historiske bygninger og en lodsbåd.
Holbæk Museum fik med støtte fra private donationer og fra Nordea-fonden finansiel støtte til erhvervelse af den fredede ejendom Bakkekammen 45, opført af Marius Pedersen, en af de dominerende arkitekter fra Bedre Byggeskik bevægelsen (ca. 1910-40). Huset, der har været beboet af Marius Pedersen og hans hustru fra opførelsen 1929 og indtil 2007 planlægges etableret som videnscenter med henblik på dokumentation og formidling af dansk arkitekturudvikling omkring første halvdel af 1900-tallet.[kilde mangler]
Der er en tekstilsamling på museet.